# 博特恩費萊特山
71°45′S 11°25′E / 71.750°S 11.417°E
博特恩費萊特山（英語：Botnfjellet Mountain）是南極洲的山峰，位於東部南極洲的毛德皇后地，屬於洪堡山脈的一部分，海拔高度2,750米，該山峰由德國的探險隊發現。